# عثة زحل
عثة زحل أو فصيلة ساتورنييدي (الاسم العلمي: Sarurniidae) هي أحد العائلات الكبرى من العثة (فراشات ليلية). يوجد منها نحو 1500 نوع في جميع أنحاء العالم، ويوجد منها في أوروبا عشرة أنواع..

## صفاتها العامة
تختلف عثة زحل في أحجامها كثيرا فمنها ما يبلغ عرض جناحيه 25 مليمتر ومنها أنواع يصل عرض جناحيها 300 مليمتر، وتنتسب إليها أكبر أنواع الفراش في العالم. من ضمنها نوع عثة أطلس وعثة المذنب «Argema mittrei» التي توجد في جزيرة مدغشقر، كما توجد «عثة ألكسندر فوجلفالتر»«Ornithoptera alexandrae» ، وهؤلاء من ضمن أكبر الفراشات في الدنيا. من أهم خصائص تلك العثث ألوانها المتعددة إلى جانب بقع لونية تشبه الأعين، وتوجد تلك البقع العينية على الجناحين الأماميين والجناحين الخلفيين. تخدم تلك البقع العينية تخويف الأعداء وإبعادهم. تحتلف الذكور عن الأنثيات اختلافات بسيطة، إلا أن قرون الاستشعار للذكور تكون أطول كثيرا عنها للأنثيات. كما توجد منها أنواع تكون فيها قرون استشعار الأنثيات مشعرة. يختلف اليسروع من نوع إلى نوع من وجهة اللون والطول والشكل. بعضها يكون أملسا وبعضها الآخر يكون مزودا بشعر أو شوكات. استأنس الإنسان منها وعلى الأخص في الصين نوعا يكتسب منها الحرير.

## انتشارها
تعيش الغالبية العظمى منها في المناطق الاستوائية وما يحيطها. وتستخدم بعض أنواعها لاكتساب الحرير.

## دورة الحياة

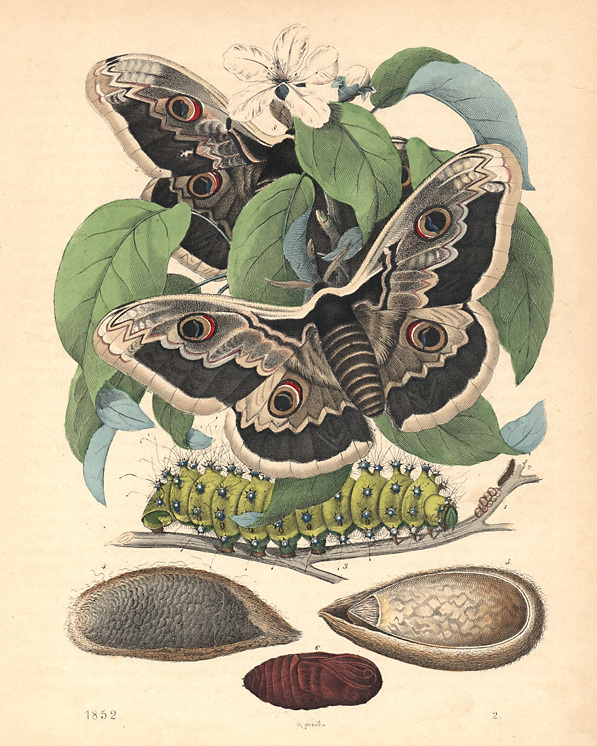
مراحل حياة فراشة الإمبراطور العملاقة (Saturnia pyri)

بعض أشباه عثة زحل تنتج جيلًا واحدًا فقط في السنة، في حين أن البعض الآخر متعدد الأجيال، وينتج أكثر من حضنة واحدة في السنة. تفقس حاضنات الربيع والصيف في غضون أسابيع؛ تدخل حاضنات الخريف في حالة تعرف باسم السبات وتظهر في الربيع التالي. كيف تعرف الشرانق وقت الفقس مبكرًا أو السبات لم يتم فهمه بالكامل بعد، على الرغم من أن الأبحاث تشير إلى أن طول النهار أثناء اليرقة الخامسة الطور يلعب دورًا رئيسيًا، بالإضافة إلى درجات حرارة التبريد. قد تؤدي الأيام الأطول إلى ظهور الشرانق مبكرًا، بينما تؤدي الأيام الأقصر إلى حدوث غشاء العذراء. عدد الحضنة مرن، وقد تنتج الأنثى الواحدة أفرادًا سريع النمو وبطيئ النمو، أو قد تنتج أعدادًا مختلفة من الحضنة في سنوات أو أجزاء مختلفة من النطاق. <المرجع name = Tuskes1996 /> في بعض الأنواع تبدو حاضنات الربيع والصيف مختلفة عن بعضها البعض؛ على سبيل المثال، كلا النوعين «تحت فصيلة ساتورنييني ‏» «عثة قمرية» (عثة Luna) و "Callosamia securifera" كلاهما لهما جينات معينة قد يتم تنشيطها أو لا يتم تنشيطها بناءً على الاختلافات في الظروف البيئية.

### البيض
اعتمادًا على نوع العثة، قد تضع الأنثى الواحدة ما يصل إلى 200 بيضة على نبات  مضيف مختار. يتم وضع البعض الآخر بشكل فردي أو في مجموعات صغيرة. وهي مستديرة ومسطحة قليلاً وناعمة وشفافة أو بيضا

### اليرقات

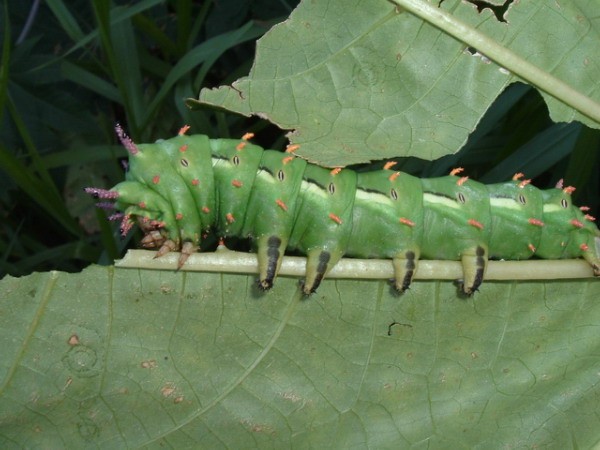
كاتربيلر طور خامس Citheronia laocoon في البرازيل

```
كاتربيلر
 كبيرة (50 إلى 100 ملم في الطور النهائي)، كبير وأسطواني. تحتوي معظمها على درنات غالبًا ما تكون أيضًا شوكية أو مشعرة. العديد منها غامض في التلوين، مع 
تظليل عكسي
 أو 
تلوين مزعج
 لتقليل الاكتشاف، لكن بعضها ملون أكثر. لدى البعض شعر خشن. 
[
3
]
 لوحظ أن بعض الأنواع تنتج أصوات نقر مع الفك السفلي اليرقي عند الانزعاج. قد تكون النقرات بمثابة إشارات تحذيرية للدفاع عن الصيد.
[
4
]
```

معظمها تعيش انفرادية، لكن بعضها يعيش في جماعات. يكون النوع "Hemileucinae" اجتماعيا عندما تكون صغيرة ولديها شعر لاذع، تلك الخاصة بـ «لونوميا (حشرة)» التي تحتوي على سم قد يقتل الإنسان. النوع "Arsenura armida" هو مثال آخر معروف وهو سيئ السمعة بسبب تجمعاته الكبيرة خلال النهار. إن تلوينها ليس خفيًا، وبدلاً من ذلك يُظهر التعرق.
اليرقات الأخرى في هذا النطاق الحجمي العام تقريبًا، والتي نادرًا ما تكون مشعرة وتميل إلى أن يكون لها خطوط قطرية على جوانبها. تحمل العديد من اليرقات من نوع "Sphingidae" قرنًا منحنيًا واحدًا على نهايتها الخلفية. هذه ليست خطيرة في الواقع، ولكن لا ينبغي لمس اليرقات ذات الشعر الكبير إلا من قبل الخبراء.
تتغذى معظم يرقات عثة زحل على أوراق الأشجار والشجيرات. عدد قليل، مثل "Automeris louisiana" ،"A. patagonensis" و "أبو دقيق المراعي ‏"، تتغذى على الأعشاب. يزاولون الانسلاخ على فترات منتظمة، عادة من أربع إلى ست مرات قبل دخول مرحلة العذراء. قبل التشرنق، تحدث مرحلة تجول، وقد يتغير لون اليرقة، وتصبح أكثر غموضًا قبل هذه المرحلة.

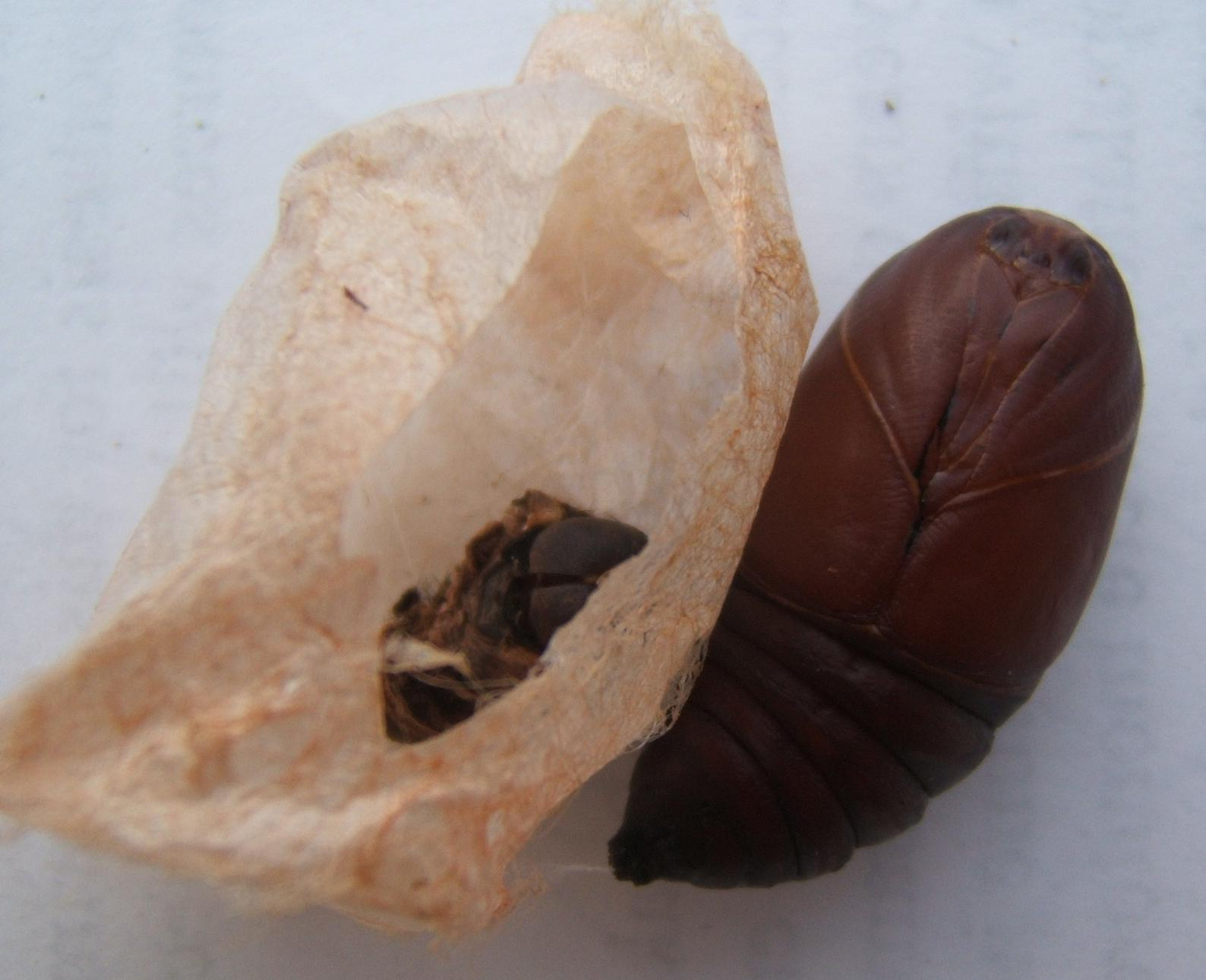
Luna moth ('Actias luna'، Saturniinae) خادرة (يمين) تمت إزالتها من الشرنقة (على اليسار ، لاحظ جلد اليرقات الأخير)

### شرانق
تقوم معظم اليرقات بغزل الحرير لتكوين  شرنقة على أوراق نبات  مضيف مفضل أو على فضلات الأوراق على الأرض، أو شقوق في الصخور وجذوع الأشجار. في حين أن الأقارب المقربين إلى حد ما لدودة القز («دودة القز») بين Lepidoptera ، يمكن جمع شرانق عثة زحل الكبيرة واستخدامها في صناعة النسيج الحرير. ومع ذلك، يرقات بعض الأنواع - عادةً عث ملكي، مثل العثة ملكية ('Citheronia regalis' ') والعثة الإمبراطورية (' Eacles im Imperialis ')، تختبئ في حجرة صغيرة تحت التربة. على عكس معظم عث الحرير، فإن تلك التي تعيش تحت الأرض لا تستخدم الكثير من الحرير في البناء. التحول يستغرق مدة 14 يومًا تقريبًا، وعند هذه المرحلة إما أن يظهر أو يدخل في فترة السبات. أثناء التحول تظل أنظمة التنفس سليمة ويذوب الجهاز الهضمي، وتتشكل الأعضاء التناسلية.

### الكبار
تبرز الإناث البالغة بمجموعة كاملة من  البويضات و «نداء» الذكور عن طريق إصدار الفيرومونات (تختلف أوقات «النداء» حسب الأنواع). يمكن للذكور اكتشاف هذه الإشارات الكيميائية على بعد ميل واحد بمساعدة المستقبلات الحساسة الموجودة على أطراف تشبه الريش  الهوائيات. يطير الذكور عدة أميال في ليلة واحدة للعثور على أنثى والتزاوج معها؛ الإناث عمومًا لن تطير إلا بعد التزاوج.
نظرًا لأن أجزاء الفم من أشباه الزحل البالغة هي أثرية وتغيب المسالك الهضمية، يعيش البالغون على  دهون مخزنة أثناء مرحلة اليرقة. على هذا النحو، يتم تكريس سلوك البالغين بالكامل تقريبًا لـ التكاثر، ولكن النتيجة النهائية (بسبب نقص التغذية) هي عمر أسبوع أو أقل بمجرد ظهور الخادرة [بحاجة لمصدر].
أحد الأنواع المحددة في عائلة "Saturniidae" مع نمط تزاوج خاص هو "Callosamia promethea" (promethea silkmoth)". تتزاوج الإناث مع العديد من الذكور بينما يتزاوج الذكور مع العديد من الإناث. الإناث التي تتزاوج مع أكثر من ذكر ستنتج بيضًا أكثر بنسبة 10٪.

## صور

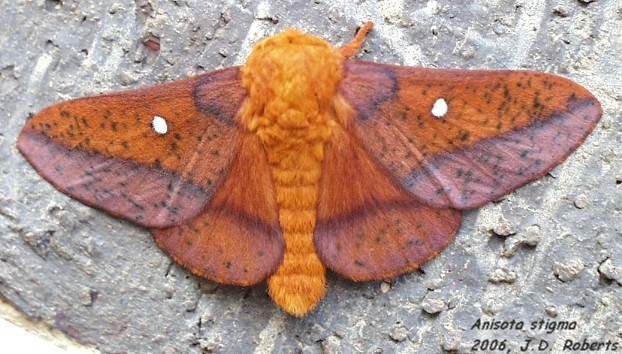
عث ملكي [Anisota stigma]
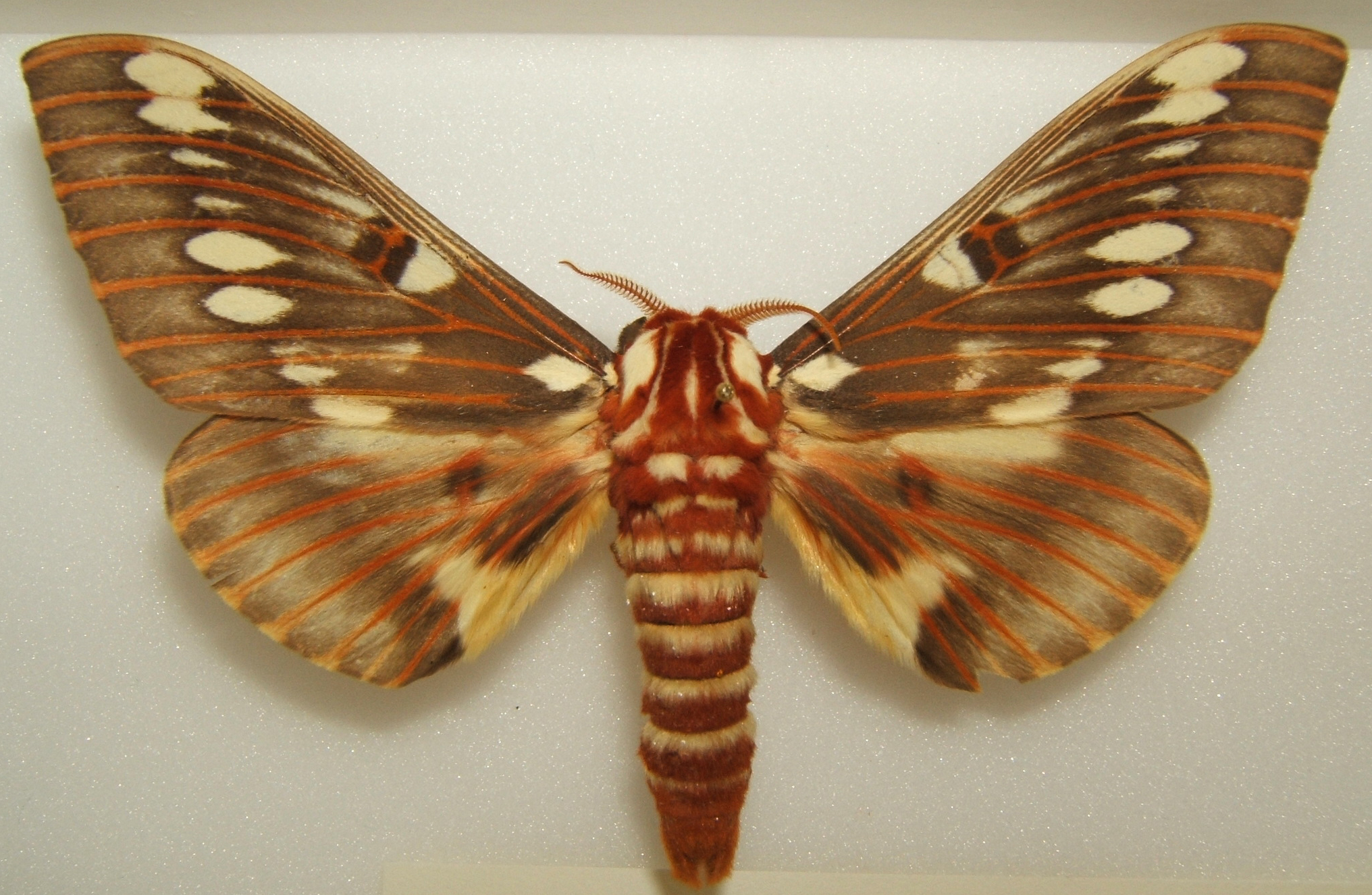
ذكر Citheronia splendens (Ceratocampinae)
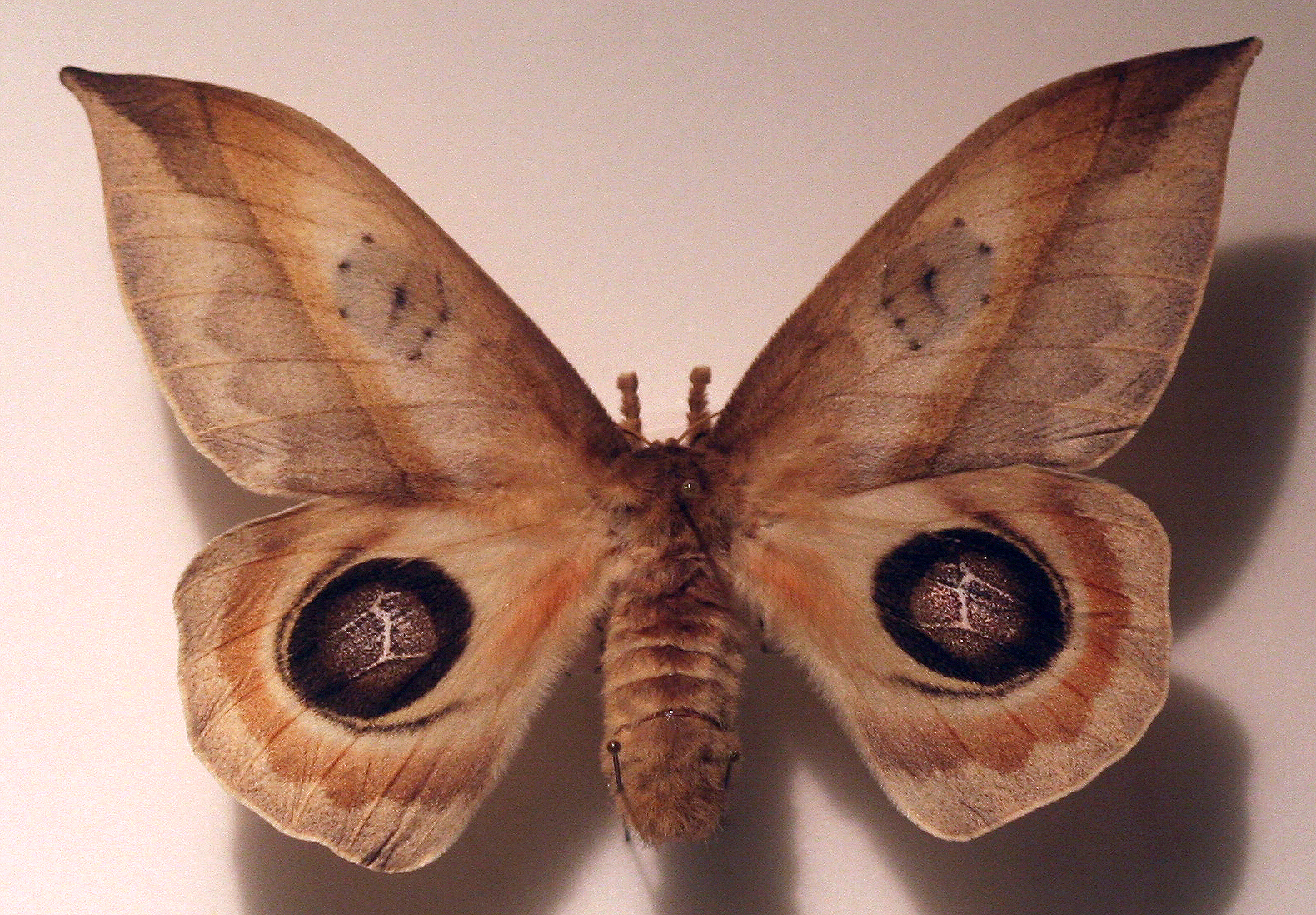
Automeris metzli (Hemileucinae)
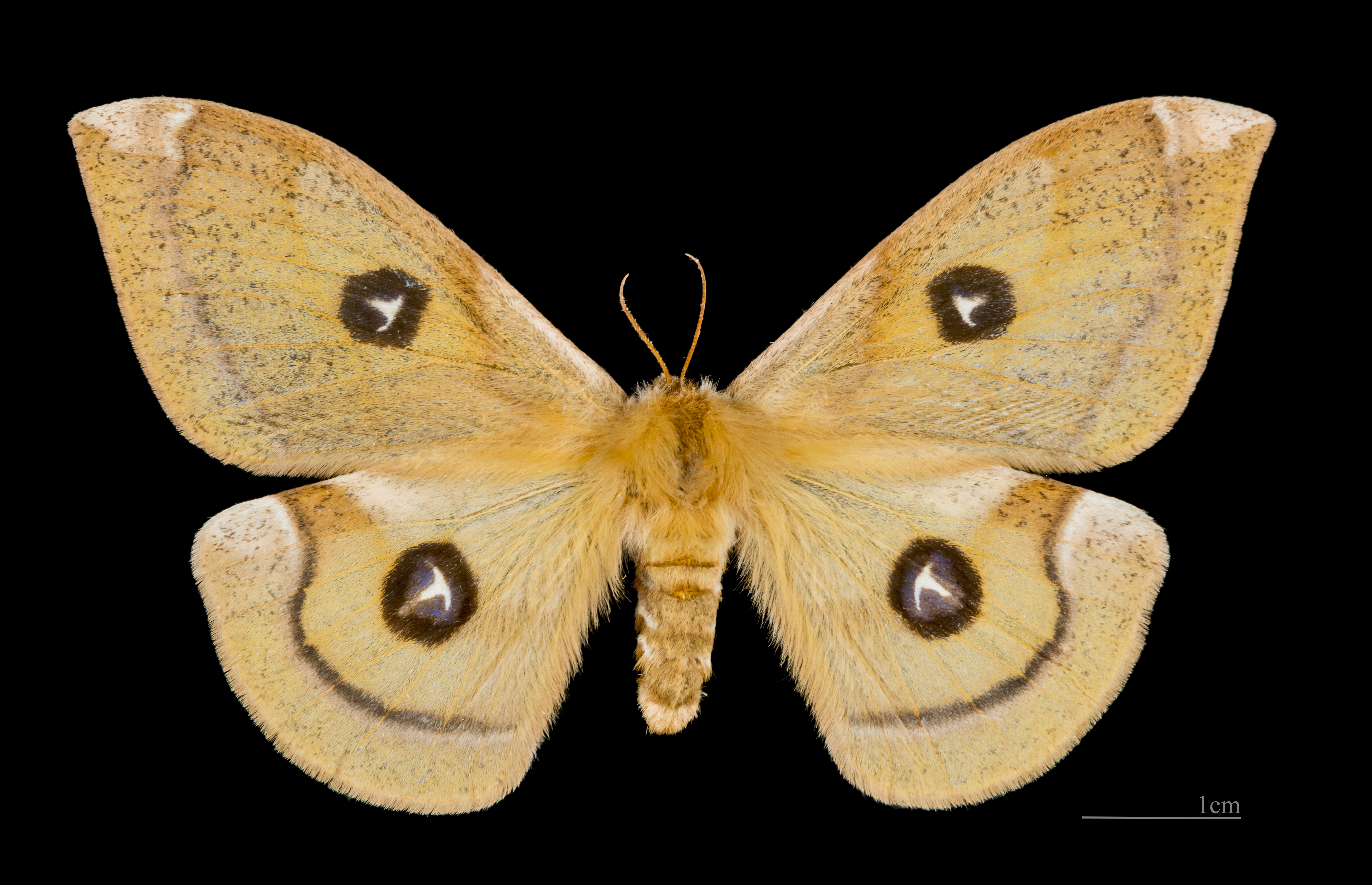
أنثى Tau Emperor (Aglia tau, Agliinae)

## اقرأ أيضا
- هجرة فراشة الملك
- لونوميا (حشرة)
- عثة
- فراشة
- فراشة مونارش